# I Wanna Be Adored
"I Wanna Be Adored" é uma canção da banda britânica The Stone Roses. Foi a primeira faixa de seu álbum de estreia, The Stone Roses, e foi lançada como single. Nos Estados Unidos, chegou ao número 18 na parada Billboard Modern Rock em 1990. Em 1991, o single foi lançado no Reino Unido, na Alemanha e no Japão com lados B diferentes.

## Composição
"I Wanna Be Adored" começa com uma colagem de sons. O primeiro instrumento a entrar é o baixo, que começa aos 40 segundos de gravação. Segue-se com a entrada de duas guitarras, uma das quais toca um riff em escala pentatônica. A bateria entra aos 1:13, e a canção começa verdadeiramente aos 1:30.
A canção é executada em sol maior. Ela apresenta duas seções principais: uma progressão de acordes sol-ré-sol-ré-mi menor de quatro compassos, seguida por uma ponte de oito compassos que muda de ré para dó repetidamente. As letras são minimalistas, consistindo principalmente da frase "I don't need to sell my soul/He's already in me" ("Eu não preciso vender minha alma/Ele já está em mim"), além do título da canção que é repetido ao longo de toda a música.

## Recepção
A Stylus Magazine incluiu a canção na 17.ª posição em sua lista das 50 melhores linhas de baixo de todos os tempos.

## Posição nas paradas musicais
| Parada (1990–1991)                             | Melhor posição |
| ---------------------------------------------- | -------------- |
| Austrália (ARIA)                               | 141            |
| Irlanda (IRMA)                                 | 21             |
| Reino Unido (UK Singles Chart)                 | 20             |
| Estados Unidos (Billboard Alternative Airplay) | 18             |

## Certificações
| Região            | Certificação | Vendas   |
| ----------------- | ------------ | -------- |
| Reino Unido (BPI) | Platina      | 600,000‡ |